# ريغي وليامز (لاعب كرة قدم أمريكية)
ريغي وليامز (بالإنجليزية: Reggie Williams)‏ هو لاعب كرة قدم أمريكية أمريكي، ولد في 19 سبتمبر 1954 في فلينت في الولايات المتحدة.

## وصلات خارجية
- ريغي وليامز على موقع مرجع كرة القدم المحترفة.كوم (الإنجليزية)